# Xã Skane, Quận Kittson, Minnesota
Xã Skane (tiếng Anh: Skane Township) là một xã thuộc quận Kittson, tiểu bang Minnesota, Hoa Kỳ. Năm 2010, dân số của xã này là 46 người.